# Arctornis divisa
Arctornis divisa är en fjärilsart som beskrevs av Walker 1855. Arctornis divisa ingår i släktet Arctornis och familjen tofsspinnare. Inga underarter finns listade i Catalogue of Life.